# Инвентари

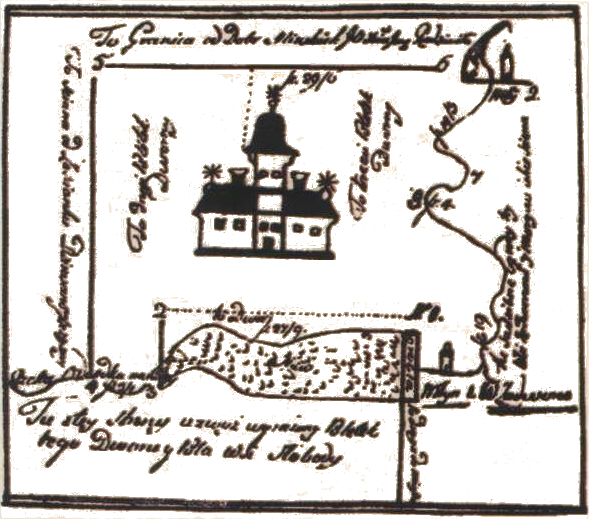
Усадебный дом имения Ковалевщина около Столбцов. Рисунок из инвентаря начала XVIII века.

Инвентари (от лат. inventarium ― опись) ― описи магнатских владений XVI—XVIII веков в Речи Посполитой. Важнейший источник по истории имущественных и аграрных отношений в Европе. Разделяются на полные и краткие.

## Полные инвентари
Обычно состояли из трёх частей. Первая часть содержит сведения о всех усадебных постройках, их планировке; далее идут сведения об имуществе, доходах, об источниках доходов.
Вторая часть содержит сведения о волостях с росписями улиц городов, местечек и деревень, входящих в магнатское владение. Давались сведения по каждому двору, по приусадебным участкам, количеству пахотной земли, количеству сенокосов. В XVI-первой половине XVII в. инвентари волостей велись по волокам, а где не было волочной померы ― по службам. В основе волочной померы лежал обмер земли на стандартные земельные участки ― волоки, которые становились единицей обложения повинностями (служба ― земельный участок, находившийся во владении двух и более дымов). При каждой волоке обозначались поименно все крестьяне, пользовавшиеся долей волоки. Во второй половине XVII-1770-х гг. проводились поволочно-подворные инвентари, где уже учитывались и крестьянские дворы ― дымы.
В третьей части перечислены все виды магнатских повинностей, налоги, их размер и сроки выплат, условия земле- и лесопользования.
В последней четверти XVIII века инвентари уже дают описание каждого двора, наделов и угодий; внесены члены семьи хозяина с указанием возраста, иногда ― батраки, перечислен скот.

## Краткие инвентари
Краткие инвентари были двух видов. Первые содержали информацию о магнатском хозяйстве или о волости.
Вторые — берчаки ― перечисляли крестьянские хозяйства с показом надела и чинша (натурального и денежного).
Краткие инвентари проводились по распоряжению шляхетских крупных владельцев для определения взаимоотношений с другими земельными собственниками и населением.